# Albert Tocco
Albert Caesar Tocco (* 9. August 1929 in Chicago, Illinois; † 21. September 2005 in Terre Haute, Indiana) war ein US-amerikanischer Mobster des Chicago Outfit.

## Leben
Albert Tocco hatte zwei Schwestern und einen Bruder. Bereits im Alter von sechs Jahren unterstützte er die Familie, um dieser über die Große Depression zu helfen. Sein Vater war ein dekorierter Soldat des Zweiten Weltkrieges und betrieb ein führendes Zement-Unternehmen in Chicago. 1946 starb sein Vater an einer alten Kriegswunde und es lag nun an Albert, neue Verdienstmöglichkeiten zu erschließen.
Beide Brüder schlossen sich der US-amerikanischen La Cosa Nostra an. Joseph Tocco („Buddy“, „Papa Joe“) verschlug es allerdings nach Phoenix in Arizona, wo er die Interessen der Familie vertrat. Albert Tocco wurde nach dem Tod von Frank LaPorte in den 1970er Jahren der Boss in den Chicago Heights und kontrollierte die Südseite von Chicago, in die schon seine Großeltern aus Italien emigriert waren; hinzu kamen einige Teile des Bundesstaates Indiana. Damit kontrollierte er den größten Teil der Schläger des Outfit.
Er wurde 1988 in Griechenland gefasst und zum Prozess nach Chicago ausgeliefert. Auf sein Konto gingen zahlreiche brutale Morde, wobei er zeitlebens keinen Mord zugegeben hat.
Seine von ihm getrennt lebende Ehefrau Betty gab in einem Interview der Chicago Sun-Times 1990 bekannt, sie selbst habe Tocco 1986 geholfen, die Spilotro-Brüder – Michael und Anthony Spilotro – auf einem Maisfeld bei Enos (Indiana) zu begraben. Der Mord an den Spilotro-Brüdern wurde als Vorlage für den Hollywoodfilm „Casino“ genutzt, den Martin Scorsese 1995 mit Robert De Niro und Sharon Stone verfilmte. Betty Tocco und ihr Sohn wurden nach dem Prozess unter den Schutz den US-amerikanischen Zeugenschutzprogramms gestellt.
Tocco wurde am 5. Januar 1989 wegen Erpressung, Verschwörung, Nötigung und Steuerhinterziehung zu lebenslanger Haft verurteilt. Tocco starb an einem Herzinfarkt auf Grund seines Bluthochdruck im 16. Jahr seiner 200-jährigen Haftstrafe im Bundesgefängnis in Terre Haute.  Sein Bruder Joseph Tocco sitzt wegen Erpressung in einem Gefängnis in Arizona.
Nachfolger von Tocco in den Chicago Heights wurde Dominick „Tootsie“ Palermo.